# 张新 (长跑运动员)
張新（1989年6月8日—），中國女子田徑運動員，以2小時34分49秒獲得2009年全國運動會馬拉松第二名。她也曾出战2010年亚洲运动会，在女子10000米项目上获得第十名。

## 外部連結
- 张新在的頁面